# Liste der Schriften von Paul Heider
Die Liste der Schriften von Paul Heider ist ein Verzeichnis, geordnet nach Zweckbestimmung und Editionszeit, gestützt auf folgende Quellen:
- (DNB) = Online-Katalog der Deutschen Nationalbibliothek;[1]
- (BMG) = Bibliographie Militärgeschichte seit 1945.[2]
- (SLUB) = Online-Katalog der Sächsische Landesbibliothek – Staats- und Universitätsbibliothek Dresden.[3]
- (SÄBI) = Sächsische Bibliografie;[4]
- Schriftenreihe DSS-Arbeitspapiere, Heft 100 und 115;[5][6]

## Publikationen zur deutschen Militärgeschichte

### Publikationen zum Zweiten Weltkrieg (1989–2012)
- Reaktionen in der Wehrmacht auf Gründung und Tätigkeit des Nationalkomitees „Freies Deutschland“ und des Bundes Deutscher Offiziere. In: Rolf-Dieter Müller (Hrsg.): Die Wehrmacht. Mythos und Realität. München 2012, S. 614–634.
- (SLUB) Die Arbeitsgemeinschaft ehemaliger Offiziere (AeO) – Propaganda- und Diversionsinstrument der SED. In: Militärgeschichtliche Zeitschrift, Nr. 61 (Hrsg.) Militärgeschichtliches Forschungsamt, Potsdam 2002, S. 461–488.
- Der totale Krieg – seine Vorbereitung durch Reichswehr und Wehrmacht. In: Ludwig Nestler (Hrsg.): Der Weg deutscher Eliten in den zweiten Weltkrieg. Nachtrag zu einer verhinderten deutsch-deutschen Publikation. Akademie-Verlag, Berlin 1990.
- (DNB) Mit Ludwig Nestler (Hrsg.): Der Weg deutscher Eliten in den Zweiten Weltkrieg. Nachtrag zu einer verhinderten deutsch-deutschen Publikation. Akademie-Verlag, Berlin 1990, 384 S.
- (BMG) Friedliches Zusammenleben der Völker und Vernunft in den Staatenbeziehungen – grundlegende Lehre der deutschen Geschichte. In: Monatszeitschrift Militärwesen, Nr. 5, Berlin 1990.
- (DNB) Mit Richard Lakowski bearbeitet und ergänzt: Gerhard Förster / Heinz Helmert / Helmut Schnitter: Der zweite Weltkrieg. Militärhistorischer Abriss. 5., durchgesehene, bearbeitete und ergänzte Auflage, Berlin 1989, 394 S.

### Publikationen zur Militärpolitik der KPD (1974–1987)
- (DNB) (SLUB) (Leiter des Autorenkollektivs): Geschichte der Militärpolitik der KPD (1918–1945). (= Schriften des Militärgeschichtlichen Instituts der DDR). Militärverlag der DDR, Berlin 1987, 450 S.
- (BMG) Zur Leistung der KPD/SED in der sowjetisch besetzten Zone Deutschlands1945/46 bei der Überwindung der faschistisch-militärischen Ideologie. In: Militärgeschichte, Nr. 1, Berlin 1986, S. 11–20.
- (DNB) (BMG) (SLUB) (SÄBI) Leiter des Autorenkollektivs: Für ein sozialistisches Vaterland. Lebensbilder deutscher Kommunisten und Antifaschisten der ersten Stunde. Reihe: Kleine Militärgeschichte. Biographien. (Hrsg.) Militärakademie „Friedrich Engels“, Sektion Gesellschaftswissenschaften: Militärverlag der DDR, Berlin 1981, 292 S.
- (DNB) (SLUB) Antifaschistischer Kampf und revolutionäre Militärpolitik. Zur Militärpolitik der KPD von 1933 bis 1939 im Kampf gegen Faschismus und Kriegsvorbereitung, für Frieden, Demokratie und Sozialismus. (=Militärhistorische Studien, Neue Folge, Band 17.) Militärverlag der DDR, Berlin 1976, 311 S.
- (DNB) (BMG) (SLUB) (SÄBI) Leiter des Autorenkollektivs: Lebendige Tradition. Lebensbilder deutscher Kommunisten und Antifaschisten der ersten Stunde. (Hrsg.) Militärverlag der DDR, Berlin 1974, 2 Bände., 321 und 287 S.

## Beiträge zur Geschichte der DDR

### Beiträge zur demokratischen Revolution in der DDR (1995–2004)
- Nationale Volksarmee – Ultima Ratio zum Erhalt der SED? In: Stefan Bollinger (Hrsg.): Das letzte Jahr der DDR. Zwischen Revolution und Selbstaufgabe. (= Schriften der Rosa-Luxemburg-Stiftung, Band 11), Karl Dietz Verlag, Berlin 2004, S. 100–123.
- Zur Gewaltfrage in der friedlichen Revolution im Herbst 1989. In: (Hrsg.) Helle Panke e. V.: 1989–1990: Die DDR zwischen Wende und Anschluss. Beiträge einer wissenschaftlichen Konferenz. Berlin 2000, S. 31–37. Auch in: Pankower Vorträge, Heft 20, Berlin 2000.
- Die NVA im Herbst 1989. Zu ihrer Haltung während der revolutionären Umwälzung und ihr innerer Wandel auf dem Weg zur deutschen Einheit. In: (Hrsg.) Rosa-Luxemburg-Stiftung e. V.: Utopie kreativ, Heft 54, Berlin 1995, S. 47–63.

### Beiträge zur Militärreform in der DDR (1995–2010)
- Militärreform in der DDR 1989/90. In: Karl-Heinz Lutz, Martin Rink, Marcus von Salisch (Hrsg.): Reform, Reorganisation, Transformation. Zum Wandel in den deutschen Streitkräften von den preußischen Heeresreformen bis zur Transformation der Bundeswehr. München 2010, S. 383–400.
- (SLUB) (SÄBI) Demokratische Mitgestaltung – ein Grundprinzip der Militärreform 1989/90 in der DDR. In: Für Entmilitarisierung der Sicherheit. 20 Jahre Dresdener Studiengemeinschaft Sicherheitspolitik e. V. (DSS). (Hrsg.) Dresdener Studiengemeinschaft Sicherheitspolitik e. V: DSS-Arbeitspapiere, Heft 100, Dresden 2010, S. 108–121. urn:nbn:de:bsz:14-qucosa2-327018
- „Nicht Feind, nicht Gegner, sondern Partner“. Zum Transformationsprozess der Nationalen Volksarmee auf dem Weg in die deutsche Einheit. In: Vom Kalten Krieg zur deutschen Einheit. Im Auftrag des Militärgeschichtlichen Forschungsamtes hg. von Bruno Thoß, München 1995.
- Zum Transformationsprozess der Nationalen Volksarmee auf dem Weg in die deutsche Einheit. In: (Hrsg.) Bruno Thoß: Vom Kalten Krieg zur deutschen Einheit. Analysen und Zeitzeugenberichte zur deutschen Militärgeschichte 1945 bis 1995. München 1995, ISBN 3-486-56160-X, S. 419–442.

### Beiträge zur Geschichte der NVA (1994–1997)
- (SLUB) Die NVA im Blickwinkel individueller Erinnerung sowie wissenschaftlicher Erforschung und Bewertung ihrer Geschichte. In: 50. Jahrestag der NVA. Ansichten und Wertungen. (Hrsg.) Dresdener Studiengemeinschaft Sicherheitspolitik (DSS) e. V: DSS-Arbeitspapiere, Heft 80, Dresden 2006, S. 6–24. urn:nbn:de:bsz:14-qucosa2-324760
- Heinz Hoffmann – Parteifunktionär, Armeegeneral und Verteidigungsminister. In: (Hrsg.) Hans Ehlert / Armin Wagner : Genosse General! Die Militärelite der DDR in biografischen Skizzen. (= Militärgeschichte der DDR, Band 7). Berlin 2003, ISBN 3-86153-312-X, S. 241–278.
- (BMG) Antifaschismus unter Waffen – Zum internationalen Gedenktag für die Opfer des faschistischen Terrors und Kampftag gegen Faschismus und imperialistischen Krieg. In: Deutsche Außenpolitik, Nr. 9, Berlin 1981, S. 20–28.

### Beiträge zur Geschichte der GST (1994–1997)
- (DNB) Die Gesellschaft für Sport und Technik. Vom Wehrsport zur „Schule des Soldaten von morgen“. Fides Verlag, Berlin 2002 ISBN 978-3-931363-10-9[5], 469 S.
- Die Gesellschaft für Sport und Technik (1952–1990). In: (Hrsg.) Torsten Diedrich / Hans Ehlert / Rüdiger Wenzke: Im Dienste der Partei. Handbuch der bewaffneten Organe der DDR. (= Forschungen zur DDR-Gesellschaft). Im Auftrag des Militärgeschichtlichen Forschungsamtes, Berlin 1998, ISBN 3-86153-160-7, S. 69–200.
- (BMG) Antifaschismus unter Waffen. In: Monatszeitschrift Militärwesen, Nr. 4, Berlin 1981, S. 16–21.

### Beiträge zur Militärakademie „Friedrich Engels“ (2009)
- (SLUB) Die Militärakademie „Friedrich Engels“ von ihrer Gründung bis zur demokratischen Militärreform. In: Militärakademie „Friedrich Engels“. Historisch-kritische Nachbetrachtung zum 50. Jahrestag ihrer Gründung. Referat (Beiträge) zum Kolloquium am 10. Januar 2009 im Rathaus Dresden. Hauptreferat von Paul Heider. (Hrsg.) Dresdener Studiengemeinschaft Sicherheitspolitik (DSS) e. V: DSS-Arbeitspapiere, Heft 95, Dresden 2009, S. 15–34. urn:nbn:de:bsz:14-qucosa2-321515

### Beiträge zum Militärgeschichtlichen Institut (1990–2009)
- Empfehlung zu dem Beitrag des Militärgeschichtlichen Forschungsamtes über die Geschichte des Militärgeschichtlichen Instituts der DDR in dem Buch „Die Villa Ingenheim in Potsdam“. Berlin 2009.
- (SLUB) Neues Denken über Krieg und Frieden und das Militärgeschichtliche Institut der DDR. In: Philosophisches Denken über Krieg und Frieden. Umwälzende Einsichten an der Militärakademie und ihr Fortwirken in der Dresdener Studiengemeinschaft Sicherheitspolitik e. V. Beiträge zum Kolloquium am 13. September 2005. (Hrsg.) Dresdener Studiengemeinschaft Sicherheitspolitik (DSS) e. V: DSS-Arbeitspapiere, Heft 76, Dresden 2005,  S. 45–51. urn:nbn:de:bsz:14-qucosa2-339867
- (BMG) Neue Anforderungen an die Militärgeschichtsschreibung. In: Militärgeschichte, Nr. 1, Berlin 1990, S. 3–7.

## Publikationen zu militärischen Traditionen

### Beiträge zur Kritik der Traditionspflege (1997–2007)
- (SLUB) NVA und Tradition – eine historisch-kritische Betrachtung. In: Traditionen in Bundeswehr und Nationaler Volksarmee. (Hrsg.) Dresdener Studiengemeinschaft Sicherheitspolitik (DSS) e. V.: DSS-Arbeitspapiere, Heft 84, Dresden 2007,  S. 17–30. urn:nbn:de:bsz:14-qucosa2-340210
- 20. Juli und NKFD in der Traditionspflege von Bundeswehr und NVA – ein Vergleich. In: Terror und Widerstand im faschistischen Deutschland nach dem 20. Juli 1944. Protokollband einer Tagung der Rosa-Luxemburg-Stiftung Thüringen e. V. am 10. Juli 2004 in Weimar, Jena 2005.
- Ideologische Indoktrination und Traditionspflege in der Nationalen Volksarmee. In: (Hrsg.) Hans Ehlert / Matthias Rogg: Militär, Staat und Gesellschaft in der DDR. Forschungsfelder, Ergebnisse, Perspektiven. (= Militärgeschichte der DDR, Band 8). Im Auftrag des Militärgeschichtlichen Forschungsamtes. Berlin 2004, ISBN 3-86153-329-4, S. 303–322.
- Das Nationalkomitee „Freies Deutschland“ und der Bund deutscher Offiziere in der Historiographie der DDR und der Traditionspflege der NVA. In: (Hrsg.) Detlef Bald / Andreas Prüfert: Vom Krieg zur Militärreform. Baden-Baden 1997.

### Beiträge zur Traditionspflege in der NVA (1978–1988)
- (DNB) (Leiter des Autorenkollektivs): Klassenbrüder – Waffenbrüder. Gemeinsame revolutionäre militärische Traditionen der Nationalen Volksarmee der DDR und der Polnischen Armee. Militärverlag der DDR, Berlin 1988, 373 S.
- (BMG) Erbe und Tradition der DDR aus militärhistorischer Sicht. In: Militärgeschichte, Nr. 1, Berlin 1985, S. 73–76.
- (BMG) Truppengeschichte als Bereich militärgeschichtlicher Forschung und militärischer Traditionspflege. In: Militärgeschichte, Nr. 1, Berlin 1983, S. 88–96.
- (Leiter des Autorenkollektivs): Für ein sozialistisches Vaterland. Lebensbilder deutscher Kommunisten und Aktivisten der ersten Stunde. Militärverlag der DDR, Berlin 1981.
- (BMG) Die Verwirklichung des Erbes Friedrich Engels’ durch die Militärpolitik der SED. In: Friedrich Engels und die Probleme der sozialistischen Revolution. Thematische Information und Dokumentation, Reihe B, Nr.  30, Berlin (Ost) 1981.
- (DNB) Militärische Traditionen der Deutschen Demokratischen Republik und ihrer Streitkräfte. Eine Studie zu Problemen der Entstehung, Entwicklung und Pflege der Traditionen der NVA und der Grenztruppen der DDR. In: Schriften der Militärakademie „Friedrich Engels“ der Nationalen Volksarmee, Nr. 168, Dresden 1979, 91 S.
- (BMG) Militärische Traditionen der Deutschen Demokratischen Republik und ihrer Streitkräfte. Studie zu Problemen der Entstehung, Entwicklung und Pflege der Traditionen der NVA und der Grenztruppen der DDR. Dissertation B., Dresden 1978, 253 Blatt.
- (BMG) Die Gründung der Sowjetarmee – Geburtsstunde gemeinsamer militärischer Kampftraditionen. In: Monatszeitschrift Militärwesen, Nr. 2, Berlin 1978, S. 9–15.

## Beiträge zur Dresdener Studiengemeinschaft Sicherheitspolitik (2009)
- (SLUB) Zu den Ursprüngen der Dresdener Studiengemeinschaft Sicherheitspolitik e. V. aus der Sicht eines Militärhistorikers. In: Gemeinsame Sicherheit – ein schwieriger Lernprozess. Prof. Dr. Rolf Lehmann zum 70. Geburtstag. (Hrsg.) Dresdener Studiengemeinschaft Sicherheitspolitik (DSS) e. V: DSS-Arbeitspapiere, Heft 70, Dresden 2004, S. 28–35. urn:nbn:de:bsz:14-qucosa2-340207